# Villeblevin
Villeblevin là một xã của Pháp, tọa lạc ở nằm ở tỉnh Yonne trong vùng Bourgogne của Pháp.
Người dân ở đây trong tiếng Pháp gọi là Villeblevinois.

## Hành chính
| Danh sách các thị trưởng               |           |             |      |         |
| Giai đoạn                              | Giai đoạn | Tên         | Đảng | Tư cách |
| tháng 3 năm 2001                       |           | Marc Leruse |      |         |
| Tất cả các dữ liệu trước đây không rõ. |           |             |      |         |

## Thông tin nhân khẩu
| Năm | 1962 | 1968 | 1975 | 1982  | 1990  | 1999  | 2005  |
| --- | ---- | ---- | ---- | ----- | ----- | ----- | ----- |
| Dân số | 686  | 740  | 888  | 1 141 | 1 340 | 1 580 | 1 708 |
| From the year 1962 on: No double counting—residents of multiple communes (e.g. students and military personnel) are counted only once. |      |      |      |       |       |       |       |